# パーフェクト・デート
『パーフェクト・デート』（原題:The Perfect Date）は2019年に配信されたアメリカ合衆国のロマンティック・コメディ映画である。監督はクリス・ネルソン、主演はノア・センティネオが務めた。本作はスティーヴ・グルームが2017年に発表した小説『The Stand-In』を原作としている。

## ストーリー
高校生のブルックス・ラティガンはイェール大学への進学を望んでいたが、学費を工面できない状態にあった。父親のチャーリーは地元のコネティカット大学への進学を勧めたが、ブルックスは夢を諦めることができずにいた。ブルックスはサブウェイでアルバイトをしていたが、バイト代を貯めたところで雀の涙であった。そんなある日、ブルックスはセリア・リーバーマンから「自分の彼氏であるかのように振る舞って欲しい」との依頼を受ける。ブルックスの演技は実に見事なものであり、誰一人として演技であることに気が付かなかった。その様子を見たブルックスは「これはいい金儲けになる」と思い、プログラミングに長けた親友（マーフ）を巻き込み、理想の彼氏を演じるビジネスを始めた。
ブルックスはセリアがフランクリンに片思いしていることを知った。フランクリンの気を引くために、2人は偽の破局を演じることにした。その後、ビジネスは想像以上の成功をおさめたが、マーフはブルックスだけがチヤホヤされるのを不満に思い、ビジネスから離脱した。その頃、セリアはフランクが自分好みの男性でないと感じ始めていたが、その事実をブルックスに言えずにいた。偽の破局を演じた際、セリアはブルックスの放った言葉に本気で傷ついてしまい、彼を引っ叩いた。ところが、ブルックスはセリアの変化に気が付いておらず、「迫真の演技だ」などと思うばかりであった。ブルックスとセリアの「破局」が知れ渡ると、ブルックスはシェルビーから一緒に登校しようと誘われた。ブルックスはシェルビーが金持ちであることを知っていたため、上客になってくれるはずだと小躍りした。ところが、シェルビーはブルックスが想像していた以上のセレブだったため、2人には共通項がほとんどなかった。それ故、雑談を続けることすら困難だった。
友人たちとの関係がこじれていく中、別の問題が発生した。顧客の「理想の彼氏」を演じていくうちに、ブルックスは自分が何者で何をやりたいのかが分からなくなってしまったのである。

## キャスト
※括弧内は吹き替え声優
- ノア・センティネオ - ブルックス・ラティガン（小野賢章）
- ローラ・マラーノ - セリア・リーバーマン（伊瀬茉莉也）
- オディッセアス・ジョージアディス - マーフ（田谷隼）
- カミラ・メンデス - シェルビー・ペース（桑島法子）
- マット・ウォルシュ - チャーリー・ラティガン（志村知幸）
- ジョー・クレスト - ジェリー・リーバーマン
- キャリー・ラザール - リリアン・リーバーマン
- ブレイン・カーン2世 - フランクリン
- ザック・スタイナー - リース
- タイ・パーカー - カルテリ
- ウェイン・ペレ - ミスター・ニューハウス

## 製作・マーケティング
2018年3月27日、スティーヴ・グルームの小説『The Stand-In』の映画化が決定し、ノア・センティネオ、カミラ・メンデス、マット・ウォルシュ、ローラ・マラーノ、オディッセアス・ジョージアディスがキャスティングされたと報じられた。本作の主要撮影は同月中にルイジアナ州ニューオーリンズで始まった。2019年1月11日、Netflixが本作の配信権を獲得したと発表した。その際、タイトルが『The Perfect Date』に変更された。3月26日、本作のオフィシャル・トレイラーが公開された。

## 評価
本作は批評家から好意的に評価されている。映画批評集積サイトのRotten Tomatoesには12件のレビューがあり、批評家支持率は83%、平均点は10点満点で6.12点となっている。サイト側による批評家の見解の要約は「完璧なロマコメではないかもしれないが、主演2人が魅力的なので、観客は楽しい時間を過ごすことができる。尤も、そのストーリーには既視感が拭えないのだが。」となっている。